# Тараканова (деревня)
Тараканова — деревня в Ярковском районе Тюменской области России. Входит в состав Плехановского сельского поселения.

## История

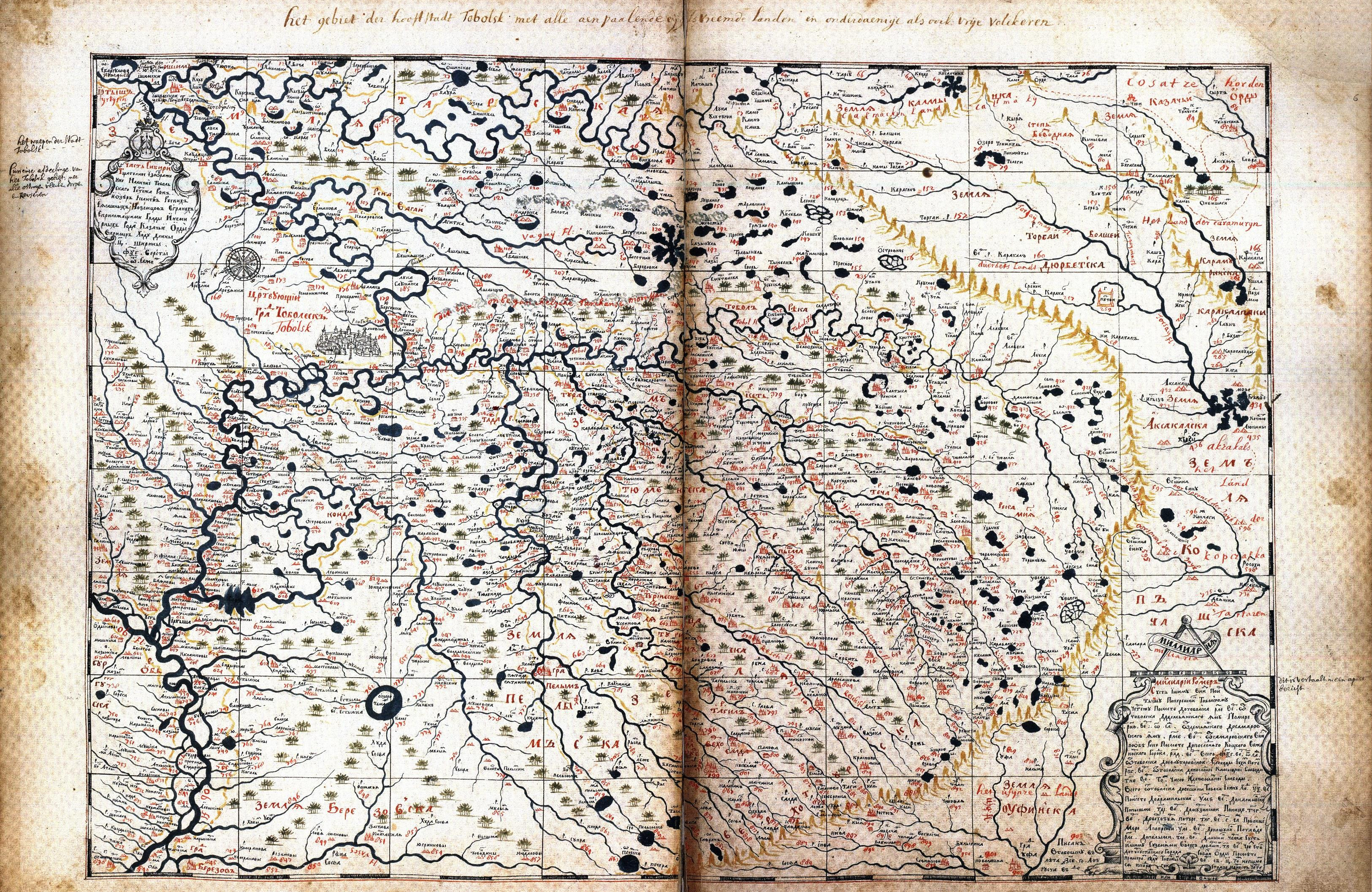
Тараканова в центре карты Ремезова, перед впадением реки Тавды в Тобол. Юго-восток на карте справа

Тараканова отмечено на карте С. У. Ремезова, датированное 1701 годом.
В «Списке населенных мест Российской империи» 1871 года Тараканова упомянута как казённая деревня Тюменского округа Тобольской губернии, при реке Тавде, расположенная в 155 верстах от окружного центра города Тюмень. В деревне насчитывалось 29 дворов и проживало 190 человек (96 мужчин и 94 женщины). Функционировала православная часовня.

С 1908 года в деревне работала церковно-приходская школа.

## География
Деревня находится в западной части Тюменской области, на правом берегу реки Тавда, на расстоянии примерно 40 километров (по прямой) к северу от села Ярково, административного центра района. Абсолютная высота — 52 метра над уровнем моря.

### Часовой пояс
Тараканова, как и вся Тюменская область, находится в часовой зоне МСК+2. Смещение применяемого времени относительно UTC составляет +5:00.

## Население
| 2010 |
| ---- |
| 86   |

Гендерный состав
По данным Всероссийской переписи населения 2010 года в гендерной структуре населения мужчины составляли 51,16 %, женщины — соответственно 48,84 %.
Национальный состав
Согласно результатам переписи 2002 года, в национальной структуре населения татары составляли 64 %, русские — 36 %.

## Инфраструктура
В деревне функционирует фельдшерско-акушерский пункт.

## Улицы
Уличная сеть деревни состоит из 5 улиц.

## Транспорт
К востоку от деревни расположена станция Усть-Тавда Тюменского отделения Свердловской железной дороги.